# .lu
.lu為盧森堡國家及地區頂級域（ccTLD）的域名。該域名於1995年1月27日啟用。自2010年2月1日起，卢森堡以外的機構和個人也可以註冊該域名。.lu二级域名的註冊費用为40欧元，每年的使用費同樣为40欧元。

## 外部連結
- IANA .lu whois information（页面存档备份，存于）
- .lu domain registration website（页面存档备份，存于）